# Television Saitama
Television Saitama (TVS, Teletama) – japońska stacja telewizyjna, założona w 1978 roku.